# Nummer-et hits i Norge i 1997
Nummer-et hits i Norge i 1997 er en liste over de singler der lå nummer et på den norske singlehitliste i 1997. Den var udarbejdet af International Federation of the Phonographic Industry og Nielsen Soundscan, og blev udgivet af VG-lista.

## Historie
| Uge | Sang                                                  | Kunstner                                                              | Kilde  |
| --- | ----------------------------------------------------- | --------------------------------------------------------------------- | ------ |
| 1   | No Doubt                                              | "Don't Speak"                                                         | [ 1 ]  |
| 2   | No Doubt                                              | "Don't Speak"                                                         | [ 2 ]  |
| 3   | No Doubt                                              | "Don't Speak"                                                         | [ 3 ]  |
| 4   | No Doubt                                              | "Don't Speak"                                                         | [ 4 ]  |
| 5   | No Doubt                                              | "Don't Speak"                                                         | [ 5 ]  |
| 6   | No Doubt                                              | "Don't Speak"                                                         | [ 6 ]  |
| 7   | U2                                                    | "Discothéque"                                                         | [ 7 ]  |
| 8   | No Doubt                                              | "Don't Speak"                                                         | [ 8 ]  |
| 9   | En Vogue                                              | "Don't Let Go (Love)"                                                 | [ 9 ]  |
| 10  | En Vogue                                              | "Don't Let Go (Love)"                                                 | [ 10 ] |
| 11  | En Vogue                                              | "Don't Let Go (Love)"                                                 | [ 11 ] |
| 12  | En Vogue                                              | "Don't Let Go (Love)"                                                 | [ 12 ] |
| 13  | En Vogue                                              | "Don't Let Go (Love)"                                                 | [ 13 ] |
| 14  | En Vogue                                              | "Don't Let Go (Love)"                                                 | [ 14 ] |
| 15  | B-Real, Busta Rhymes, Coolio, LL Cool J og Method Man | "Hit 'Em High (The Monstars' Anthem)"                                 | [ 15 ] |
| 16  | Espen Lind                                            | "When Susanna Cries"                                                  | [ 16 ] |
| 17  | Espen Lind                                            | "When Susanna Cries"                                                  | [ 17 ] |
| 18  | Espen Lind                                            | "When Susanna Cries"                                                  | [ 18 ] |
| 19  | Espen Lind                                            | "When Susanna Cries"                                                  | [ 19 ] |
| 20  | Espen Lind                                            | "When Susanna Cries"                                                  | [ 20 ] |
| 21  | Espen Lind                                            | "When Susanna Cries"                                                  | [ 21 ] |
| 22  | Aqua                                                  | "Barbie Girl"                                                         | [ 22 ] |
| 23  | Aqua                                                  | "Barbie Girl"                                                         | [ 23 ] |
| 24  | Paradisio                                             | "Bailando"                                                            | [ 24 ] |
| 25  | Paradisio                                             | "Bailando"                                                            | [ 25 ] |
| 26  | Paradisio                                             | "Bailando"                                                            | [ 26 ] |
| 27  | Paradisio                                             | "Bailando"                                                            | [ 27 ] |
| 28  | Paradisio                                             | "Bailando"                                                            | [ 28 ] |
| 29  | Puff Daddy feat. Faith Evans & 112                    | "I'll Be Missing You"                                                 | [ 29 ] |
| 30  | Puff Daddy feat. Faith Evans & 112                    | "I'll Be Missing You"                                                 | [ 30 ] |
| 31  | Puff Daddy feat. Faith Evans & 112                    | "I'll Be Missing You"                                                 | [ 31 ] |
| 32  | Puff Daddy feat. Faith Evans & 112                    | "I'll Be Missing You"                                                 | [ 32 ] |
| 33  | Puff Daddy feat. Faith Evans & 112                    | "I'll Be Missing You"                                                 | [ 33 ] |
| 34  | Puff Daddy feat. Faith Evans & 112                    | "I'll Be Missing You"                                                 | [ 34 ] |
| 35  | Puff Daddy feat. Faith Evans & 112                    | "I'll Be Missing You"                                                 | [ 35 ] |
| 36  | Puff Daddy feat. Faith Evans & 112                    | "I'll Be Missing You"                                                 | [ 36 ] |
| 37  | Puff Daddy feat. Faith Evans & 112                    | "I'll Be Missing You"                                                 | [ 37 ] |
| 38  | Puff Daddy feat. Faith Evans & 112                    | "I'll Be Missing You"                                                 | [ 38 ] |
| 39  | Elton John                                            | "Something About the Way You Look Tonight"/ "Candle in the Wind 1997" | [ 39 ] |
| 40  | Elton John                                            | "Something About the Way You Look Tonight"/ "Candle in the Wind 1997" | [ 40 ] |
| 41  | Elton John                                            | "Something About the Way You Look Tonight"/ "Candle in the Wind 1997" | [ 41 ] |
| 42  | Elton John                                            | "Something About the Way You Look Tonight"/ "Candle in the Wind 1997" | [ 42 ] |
| 43  | Elton John                                            | "Something About the Way You Look Tonight"/ "Candle in the Wind 1997" | [ 43 ] |
| 44  | Elton John                                            | "Something About the Way You Look Tonight"/ "Candle in the Wind 1997" | [ 44 ] |
| 45  | The Rhapsody feat. Warren G & Sissel Kyrkjebø         | "Prince Igor"                                                         | [ 45 ] |
| 46  | The Rhapsody feat. Warren G & Sissel Kyrkjebø         | "Prince Igor"                                                         | [ 46 ] |
| 47  | The Rhapsody feat. Warren G & Sissel Kyrkjebø         | "Prince Igor"                                                         | [ 47 ] |
| 48  | The Rhapsody feat. Warren G & Sissel Kyrkjebø         | "Prince Igor"                                                         | [ 48 ] |
| 49  | The Rhapsody feat. Warren G & Sissel Kyrkjebø         | "Prince Igor"                                                         | [ 49 ] |
| 50  | The Rhapsody feat. Warren G & Sissel Kyrkjebø         | "Prince Igor"                                                         | [ 50 ] |
| 51  | The Rhapsody feat. Warren G & Sissel Kyrkjebø         | "Prince Igor"                                                         | [ 51 ] |
| 52  | Diverse Kunstnere                                     | "Perfect Day"                                                         | [ 52 ] |
| Uge | Sang                                                  | Kunstner                                                              | Kilde  |